# 約翰·奎爾
約翰·奎爾（英語：John Quill；1990年3月10日—）是一位美國橄欖球運動員 ，出生在愛爾蘭。他是美國國家橄欖球隊的一員，代表美國參加了2015年世界盃橄欖球賽。